# Vahid Ghelich
Vahid Ghelich (en persa: وحید قلیچ‎; Teherán, Irán; 16 de diciembre de 1957) es un exfutbolista de Irán que jugaba en la posición de Guardameta.

## Carrera

### Club
| Periodo   | Club          |
| --------- | ------------- |
| 1980–1992 | Persepolis FC |
| 1992–1994 | Poora FC      |

### Selección nacional
Jugó para Irán en dos ocasiones en 1989 y formó parte de la selección que participó en la Copa Asiática 1992. También jugaría con la selección de fútbol sala en 1992.

## Logros
- Copa Hazfi: 2

1987-88, 1991-92
- Liga de Teherán: 6

1982–83, 1986–87, 1987–88, 1988–89, 1989–90, 1990–91
- Copa Hazfi de Teherán: 3

1978–79, 1981–82, 1986–87
- Recopa Asiática: 1

1990-91